# Фещук Павло Пилипович
Павло Пилипович Фещук (1910, село Соломія, тепер Гайворонського району Кіровоградської області — 1971, місто Гайворон Кіровоградської області) — український радянський діяч, 1-й секретар Гайворонського райкому КПУ Кіровоградської області. Герой Соціалістичної Праці (26.02.1958). Депутат Верховної Ради УРСР 4—5-го скликань.

## Біографія
Народився у родині селянина-середняка. У 1929—1930 роках — студент вечірнього робітничого факультету. У 1930—1933 роках — студент Уманського державного педагогічного інституту.
У 1933—1938 роках — вчитель неповної середньої школи в селі Маньківцях Барського району Вінницької області: завідувач навчальної частини середньої школи в селі Митках Барського району; інспектор шкіл Барського району Вінницької області. У 1938 році працював заступником завідувача шкільного сектору Вінницького обласного відділу народної освіти.
З грудня 1938 року — в Червоній армії. Член ВКП(б) з 1940 року.
Учасник німецько-радянської війни. У 1941—1942 роках служив командиром батареї 131-го артилерійського полку 455-го (928-го) артилерійського корпусу Західного фронту. Був двічі поранений. Потім служив командиром батареї у 6-му запасному артилерійському полку Карельського фронту. Учасник радянсько-японської війни. У 1945 році служив ад'ютантом старшого 3-го дивізіону 6-го запасного артилерійського полку 1-го Далекосхідного фронту.
Після демобілізації працював директором середньої школи в селі Бандуровому Гайворонського району. До 1948 року — завідувач Гайворонського районного відділу народної освіти Одеської області.
У 1948—1950 роках — 2-й секретар Гайворонського районного комітету КП(б)У Одеської області. У 1950—1962 роках — 1-й секретар Гайворонського районного комітету КП(б)У Одеської (потім — Кіровоградської) області. З 1962 року — секретар Гайворонського промислово-виробничого партійного комітету КПУ Кіровоградської області.
До 1971 року — директор Гайворонського маслосирзаводу Кіровоградської області.

## Звання
- капітан

## Нагороди
- Герой Соціалістичної Праці (26.02.1958)
- орден Леніна (26.02.1958)
- два ордени Трудового Червоного Прапора
- орден Вітчизняної війни 2-го ступеня (29.09.1945)
- медаль «За відвагу» (6.11.1942)
- медаль «За оборону радянського Заполяр'я»